# تکمیل کالای نساجی

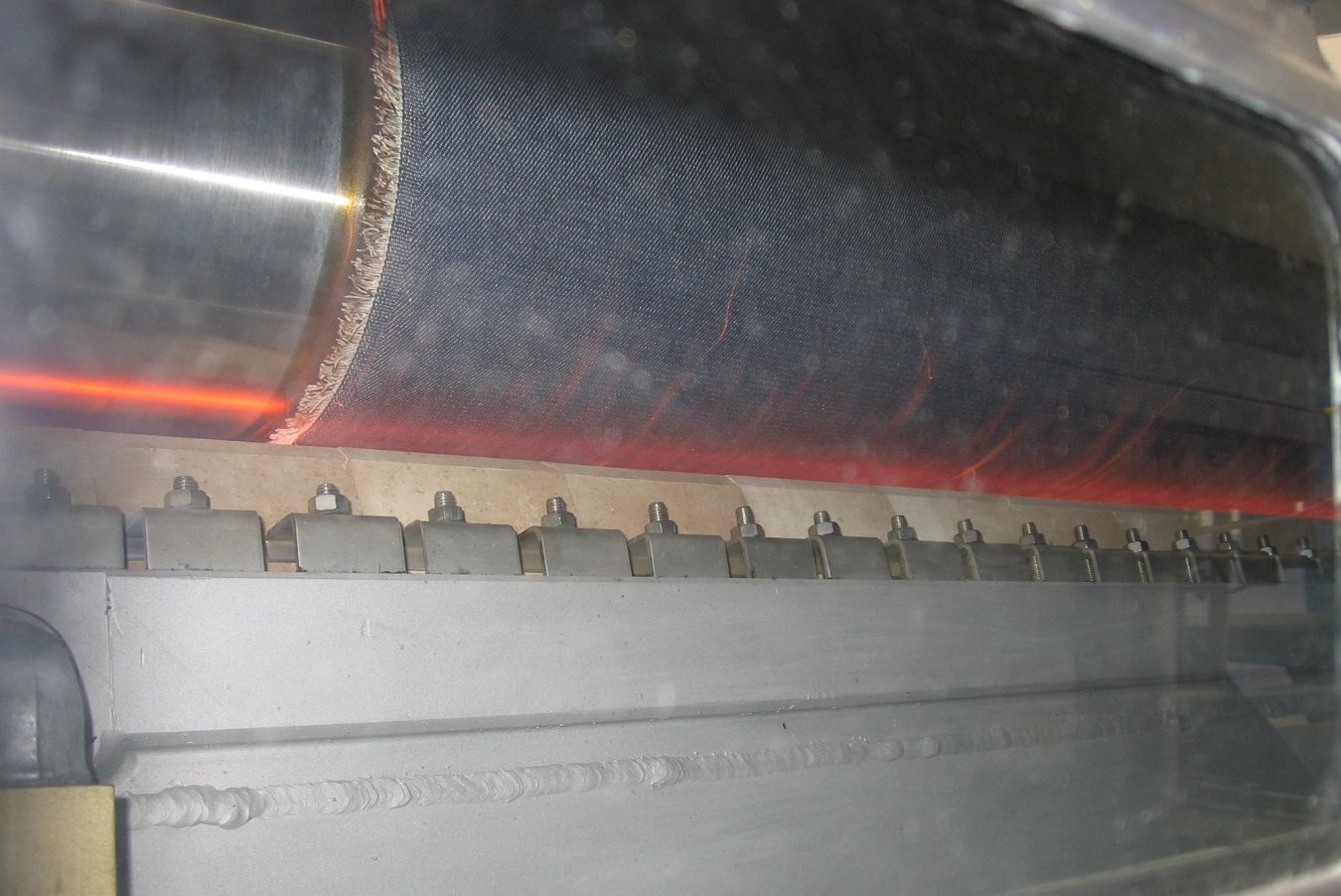
عملیات پرزسوزی بر روی نوعی پارچه کتانی

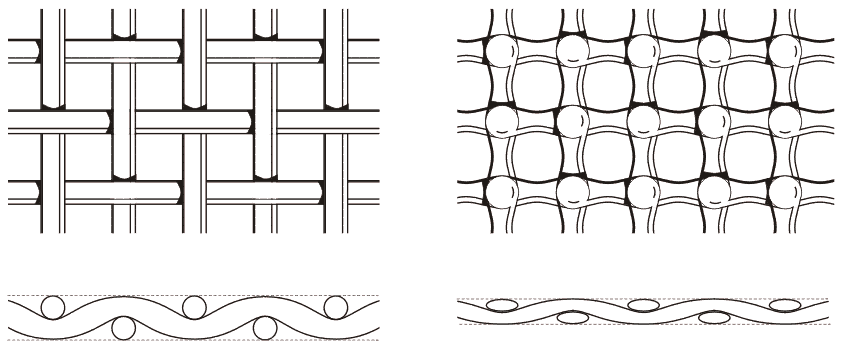
نمای بالایی و سطح مقطع عرضی یک نوع پارچه سمت چپ: پیش از عبور بین غلتک‌ها سمت راست: پس از عبور بین غلتک‌ها

به مجموعه عملیات و مراحل انجام شده بر روی پارچه با هدف بالا بردن کیفیت و مرغوبیت آن را تکمیل کالای نساجی می‌گویند.
در تولید فرآورده‌های نساجی، تکمیل به تمام مراحلی گفته می‌شود که نخ، پارچه و منسوجات کشباف طی می‌کنند تا ظاهری بهتر، کارایی بی‌نقص و زیر دستی لطیف و متناسب داشته باشند. عملیات تکمیل، بعد از تولید کالای نساجی اعمال می‌گردد.
در صنعت نساجی و پوشاک، تکمیل بر روی پارچه به منظور افزایش درخشندگی، نرمی، زیبایی، ثبات دائمی، اتوپذیری و نظایر آن صورت می‌گیرد. همچنین مقاوم کردن پارچه در برابر آتش، آب و حشراتی نظیر بید از دیگر اهداف تکمیل کالای نساجی است.
تکمیل کالای نساجی در مراحل مختلف تولید پارچه انجام می‌شود، این مراحل ممکن است پس از بافندگی پارچه یا پس از رنگرزی و چاپ رخ دهد، به همین منظور تکمیل کالای نساجی توسط مهندسین این صنعت با تقسیم‌بندی‌های مختلفی تعریف شده‌است.
- کلیه پارچه‌های نساجی به هنگام ترک سالن بافندگی کم و بیش دارای مقادیری عیوب و ناخالصی می‌باشند و لذا جهت برطرف کردن این عیوب و آماده کردن کالا جهت مراحل تکمیلی بعدی، عملیات مقدمات تکمیل بر روی آن انجام می‌شود که شامل:توزین، متراژ و نمره گذاری - کنترل - گره گیری - رفوگری - منقاش زنی یا زوائد گیری می‌باشد. بعد از طی این مراحل پارچه آماده انجام عملیات تکمیل نهایی (Finishing) می‌شود.

به طور کلی نوع تکمیل بر روی منسوجات وابسته به مورد مصرف آنهاست.
در عملیات تکمیل، پارچه تحت اعمال شیمیایی و مکانیکی قرار می‌گیرد و علاوه بر این که ارزش تجاری آن بالاتر می‌رود، مشتری پسندتر نیز می‌شود. پارچه‌ها با توجه به نوع و جنس‌شان، از عملیات خاص تکمیلی برخوردار می‌باشند. پارچه‌های با جنس الیاف گیاهی، حیوانی یا مصنوعی هر کدام عملیات تکمیلی خاص خود را می‌طلبند.
واژه تکمیل ترجمه واژه انگلیسی فینیشینگ (Finishing) می‌باشد که در صنایع و دانشگاه‌های مرتبط در ایران نیز به همین نام رایج شده است.

## دسته‌بندی
روش‌های تکمیل به سه دسته کلی تقسیم می‌شود. الف) روش‌های فیزیکی مانند خارزدن، تراش، خشک کردن، اتو و… ب) روش‌های شیمیایی شامل سفیدگری، مقاوم در مقابل آب و آتش و بید و… ج) روش‌های شیمی فیزیکی شامل مرسریزه کردن، نمدی کردن و …
انواع تکمیل نیز به سه دسته تقسیم می‌شود. ۱) تکمیل موقت یا ناپایدار مانند اتو زدن و نرم کردن - ۲) تکمیل دائم مانند نمدی کردن و خارزدن ۳)تکمیل ثابت مانند پلیمریزه کردن منومری در سطح کالا.

## عملیات پرزسوزی
(Singeing). پارچه‌های پنبه‌ای به علت اینکه از الیاف staple تشکیل شده‌اند، دارای سطح پرزدار و کرکی هستند و هدف از پرزسوزی (از بین بردن پرزهای سطحی آن است که از نخ یا سطح پارچه بیرون زده و آن را غیر جذاب می‌کند. برای زدودن این پرزها، نخ را از یک محفظه شعله مانند عبور می‌دهند تا پرزهای سطحی آن سوزانده شود و در دوخت و سایر مراحل ایجاد مشکل ننماید. چنانچه این پرزها در رنگرزی باقی بمانند بیشتر رنگ جذب می‌کنند و سطح کالا را پررنگ تر می‌کنند. اصولاً در این گونه عملیات و چاپ نیز پرزسوزی نقش اساسی دارد. در حالت کلی پرزسوزی برای پارچه‌هایی صورت می‌گیرد که باید تکمیل سطح براق در آنها صورت بگیرد؛ بنابراین جهت پارچه‌هایی مثل پتو و فلانل و… مناسب نیستند. قبل از پرزسوزی پارچه را برس زده و تراش می‌کنند که در این عمل الیاف سطحی پارچه در یک ارتفاع معین کوتاه می‌شود. در ماشین‌های پرزسوزی مقداری از ناخالصی‌های نباتی هم سوزانده می‌شود و این عمل یه مراحل بعدی ازجمله سفیدگری کمک می‌کند. در استفاده از این ماشین، کالا باید قبلاً از ماشین برس و تراش عبور کرده باشد. ممکن اسن به جای ماشین لراش از ماشین سمباده هم استفاده شود. . ماشین‌های پرزسوری بر دو نوع می‌باشند: ۱) ماشین‌های پرزسوزی شعله‌ای ۲) ماشین‌های پرزسوزی با سطح داغ. درهر دو ماشین، پارچه به سرعت از جلوی سطح داغ یا شعله عبور داده می‌شود. سرعت باید به نحوی تنظیم شود که بدون اینکه کالا آسیب ببیند پرزهای سطحی سوزانده شود. کالا نباید کاملاً آب را از دست دهد تا زیر دست آن محفوظ بماند. در هر دو ماشین در ابتدای ورود، پارچه از یک سیلندر داغ که از آن بخار عبور می‌کند گذرانده شده تا سطح پارچه دارای رطوبت یکنواخت گردد و از سوختن آن جلوگیری شود. بعد از عمل پرزسوزی پارچه به قسمت خاموش کننده جرقه برده شده که در این مرحله ممکن است از آب یا بخارآب استفاده شود.

## عملیات آهارگیری
(Desizing). نخ‌های تار چون تحت کشش هستند و تحت حرکت نوسانی زیادی قرار می‌گیرند بنابراین احتمال پارگی در آنها زیاد است. به این علت آهار برای کاهش پارگی و پرزدهی و افزایش راندمان به کار برده می‌شود. مواد آهاری لایه‌ای از سطح نخ را تشکیل می‌دهند که این مواد به دلیل سفت و سخت بودن از قابلیت جذب آب و نفوذ رنگ به داخل الیاف جلوگیری می‌کنند. آهار به کار رفته عمل رنگرزی را نیز با مشکل مواجه می‌کند بنابراین قبل از شروع عملیات تکمیلی این ماده باید از روی پارپه جدا شود. آهار مصرفی دو منشأ دارد. اگر از جنس پلیمرهای محلول در آب باشد با یک شست و شوی ساده در آب گرم از بین می‌روند مانند پلیمرهای پلی وینیل الکل و پلی اکریلیک. اگر از جنس نشاسته باشد برطرف کردن آن مشکل است به دلیل عدم حلالیت نشاسته در آب. در این حالت باید از عملیات آهارگیری به یکی چهارروش استفاده کرد. ۱) روش تخریبی: ارزان و قدیمی‌ترین روش که در آن از هیچ ماده شیمیایی استفاده نمی‌شود. در این روش پارچه به مدت ۲۴ ساعت در آب با درجه حرارت ۲۵ تا ۴۰ قرار گرفته و باکتری‌های موجود در آب تکثیر شده و به تخریب نشاسته می‌پردازند. ۲) استفاده از اسید: اسید استفاده شده در این روش اسید کلریدریک و اسید سولفوریک بوده که باعث حل شدن سلولز علاوه بر نشاسته می‌باشد که برای عدم انجام این اتفاق غلظت اسید، حرارت و مدت زمان باید کنترل شود. ۳) استفاده از آنزیم: آنزیم‌ها عمل سلکتیویتی دارند یعنی بدون اینکه به سلولز تشکیل دهنده آسیب بزنند نشاسته را تجزیه می‌کنند. ۴) استفاده از مواد اکسید کننده: در این روش از موادی مانند آب اکسیژنه، پرسولفات سدیم، هیپوکلریت سدیم، برمیت سدیم و کلریت سدیم و … استفاده می‌شود.

## عملیات مرسریزه کردن
(Mercerising). عمل مرسریزه کردن که به افتخار کاشف آن، جان مرسر، نامگذاری شده در حقیقت قرار دادن پارچه‌های پنبه‌ای در محلول‌های قوی قلیایی مانند سود، پتاس، هیدروکسید لیتیوم و آمونیاک می‌باشد. کاشف این عمل برحسب تصادف متوجه شد که در حین عبور دادن سود از پارچه‌های پنبه‌ای، غلظت محلول قلیایی کاهش یافته و پارچه پنبه‌ای هم جمع شدگی قابل توجهی پیدا می‌کند. در سال ۱۲۹۰ فردی به نام هوراس لو در حین این عمل پارچه را تحت کشش قرار داد تا از جمع شدگی آن جلوگیری نماید و سپس متوجه شد شفافیت قابل ملاحظه‌ای به پارچه داده شده است. این عمل مبنای مرسریزه کردن قرار گرفت.
مرسر کالا را در درجه حرارت معمولی با سود ۵۵ تا ۶۵ درجه توادل و بدون کشش عمل نمود که نتیجه حاصل عبارت بود از: جمع شدگی - افزایش مقاومت کشش افزایش تغییر طول تا حدپارگی - افزایش جذب آب - افزایش افینیتی برای رنگ‌ها و انجام واکنش در حرارت‌های پایین.

### عوامل مؤثر در مرسریزاسیون
۱) غلظت سود به کاربرده شده (یا قلیایی دیگر) ۲) درجه حرارت ۳) میزان کشش ۴) مدت زمان
شفافیت لیف موقعی که در ماکزیمم تورم خود قرار دارد ایجاد نمی‌گردد. حداکثر تورم در غلظت سود معادل ۱۷۰ گرم بر لیتر ایجاد می‌شود و شفافیت ماکزیمم در غلظت سود معادل با ۲۶۰–۳۰۰ گرم بر لیتر در حین اعمال کشش. همچنین هرچه درجه حرارت کاهش باید شفافیت افزایش می‌یابد. باید این نکته ذکر شود که در اثر افزایش کشش شفافیت افزایش می‌یابد و در صورتی که جمع شدگی کالا به صفر برسد شفافیت فوق‌العاده خواهد بود اما خواص رنگ پذیری نسبت به حالتی که کالا تحت کشش قرار نگرقته کاهش می‌یابد.

## فهرست گزیدهٔ منابع و مآخذ
- مرتضی سهی زاده ابیانه (۱۳۷۵)، «بخش هفتم: تکمیل»، تکمیل فرآورده‌های نساجی و رنگرزی (ویراست جهانگیر زمانی، ویرایش دوم)، تهران: انتشارات دهخدا
- «پیشگفتار»، تکمیل کالای نساجی جلد اول (ویراست پیک سبز)، تهران: انتشارات جهاد دانشگاهی واحد صنعتی امیر کبیر، ۱۳۷۷، شابک ۹۶۴-۶۰۹۶-۱۰-۷ از پارامتر ناشناخته |و دوم نویسنده= صرف‌نظر شد (کمک)
- دکتر حسین توانایی (زمستان ۱۳۷۵)، «پیشگفتار»، تکمیل در صنعت نساجی، به کوشش به کوشش و اهتمام گروه صنعتی رز. (ویراست محمد حسن ادریسی)، اصفهان: نشر ارکان اصفهان، شابک ۹۶۴-۹۰۰۹۳-۴-۵
- سید مجتبی حسینی مطلق، محمد رحیمی (بهار ۱۳۷۷)، واژه‌نامه جامع صنعت نساجی، یزد: انتشارات مهد زبان یزد

- Anna L. Langford, Sara J. Kadolph (2007), Textiles (به انگلیسی), Prentice Hall, p. pp. 63, 361-379 {{citation}}: |صفحه= has extra text (help)